# Zbór Kościoła Zielonoświątkowego w Prudniku
Zbór Kościoła Zielonoświątkowego „Syloe” w Prudniku – zbór Kościoła Zielonoświątkowego w RP znajdujący się przy ulicy Kolejowej 40A w Prudniku. Pod względem administracyjnym należy do okręgu zachodniego.

## Historia

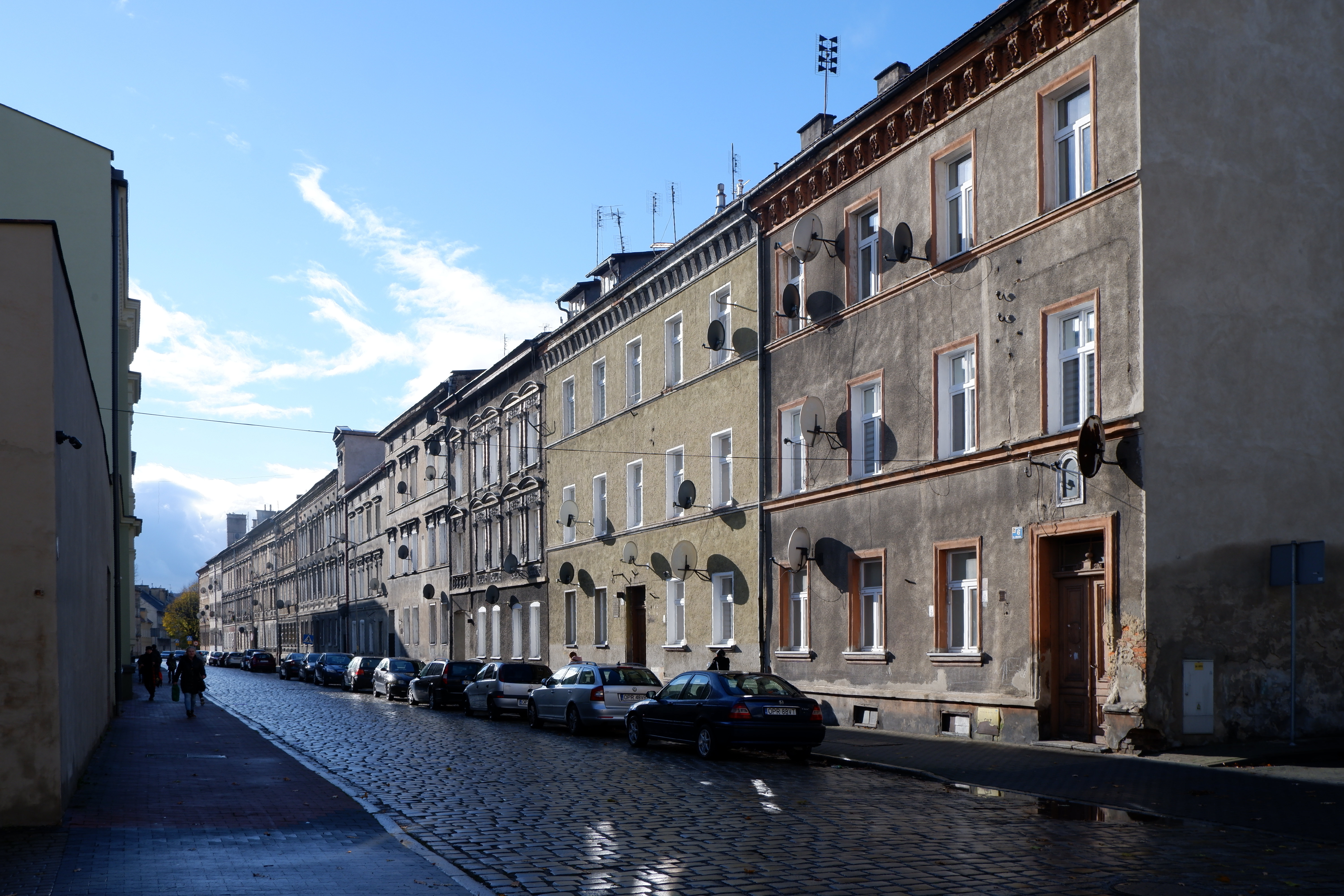
Kamienica przy ul. Młyńskiej 8 (druga od prawej)

Wspólnota zielonoświątkowa w Prudniku została założona w lipcu 1945, a siedziba zboru mieściła się w Krzyżkowicach. Pierwszym prudnickim pastorem był Giżycki, jego następcą został Muszczyński, a w 1953 funkcję pastora objął Adolf Paluch. W tym samym roku siedzibę zboru przeniesiono do samego Prudnika. Jedynym miejscem dostępnym dla społeczności na spotkania było mieszkanie pastora. W styczniu 1968 w Prudniku odbył się kurs dla młodzieży okręgu opolskiego i wrocławskiego pod kierownictwem Mariana Suskiego. Funkcjonował zborowy zespół muzyczny. W latach 70. XX wieku w Prudniku przy ul. Marchlewskiego 8 (ob. Młyńska) znajdował się zbór Zjednoczonego Kościoła Ewangelicznego. Prudnicki zbór organizował dla młodzieży ze zborów województwa opolskiego wycieczki w pobliskie Góry Opawskie – do Pokrzywnej i na Biskupią Kopę.
Budynek, w którym obecnie znajduje się sala modlitw zielonoświątkowców, został wybudowany w 1906 jako dom przedpogrzebowy (Tahara) dla pobliskiego cmentarza żydowskiego. Powstał on z inicjatywy prudnickiej rodziny fabrykantów – Fränklów i Pinkusów. Według Arkadiusza Barona, do budowy obiektu w największym stopniu przyczynił się Josef Pinkus.

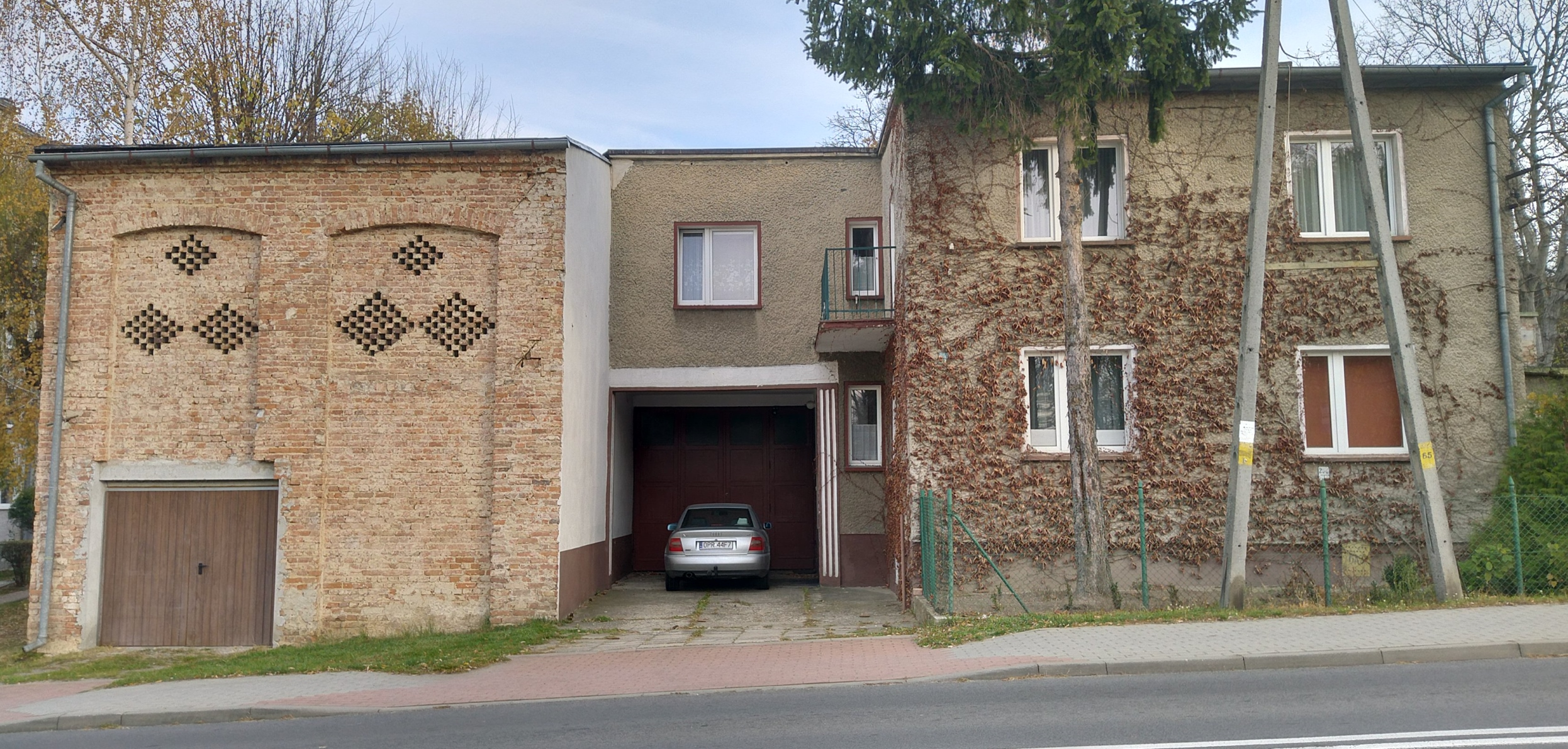
Tymczasowa siedziba zboru przy ul. Skowrońskiego 27

Po II wojnie światowej budynek należał do miasta. W latach 1985–1986 został przejęty przez Kościół Zielonoświątkowy. Obiekt nie posiadał potrzebnej w zborze części socjalnej – pomieszczeń gospodarczych, sanitarnych, miejsca na kancelarię czy mieszkanie służbowe. Tymczasowa siedziba zboru znalazła się przy ul. Skowrońskiego 27, nabożeństwa w niej odbywały się w niedziele o godzinie 9:00. Zbór posiadał też placówkę w Dytmarowie pod numerem 82. W 1986 obiekt został pomalowany, powiększony, a także przebudowano w nim instalację grzewczą. Pastor Ryszard Krzywy wystąpił o zgodę na budowę zaplecza, ale ze względu na sąsiedztwo cmentarza żydowskiego prośbie odmówiono. Nie akceptując decyzji władz, członkowie zboru rozpoczęli modlitwę i post. Władze żydowskie i władze miasta rozpatrzyły ponowione podanie pozytywnie.

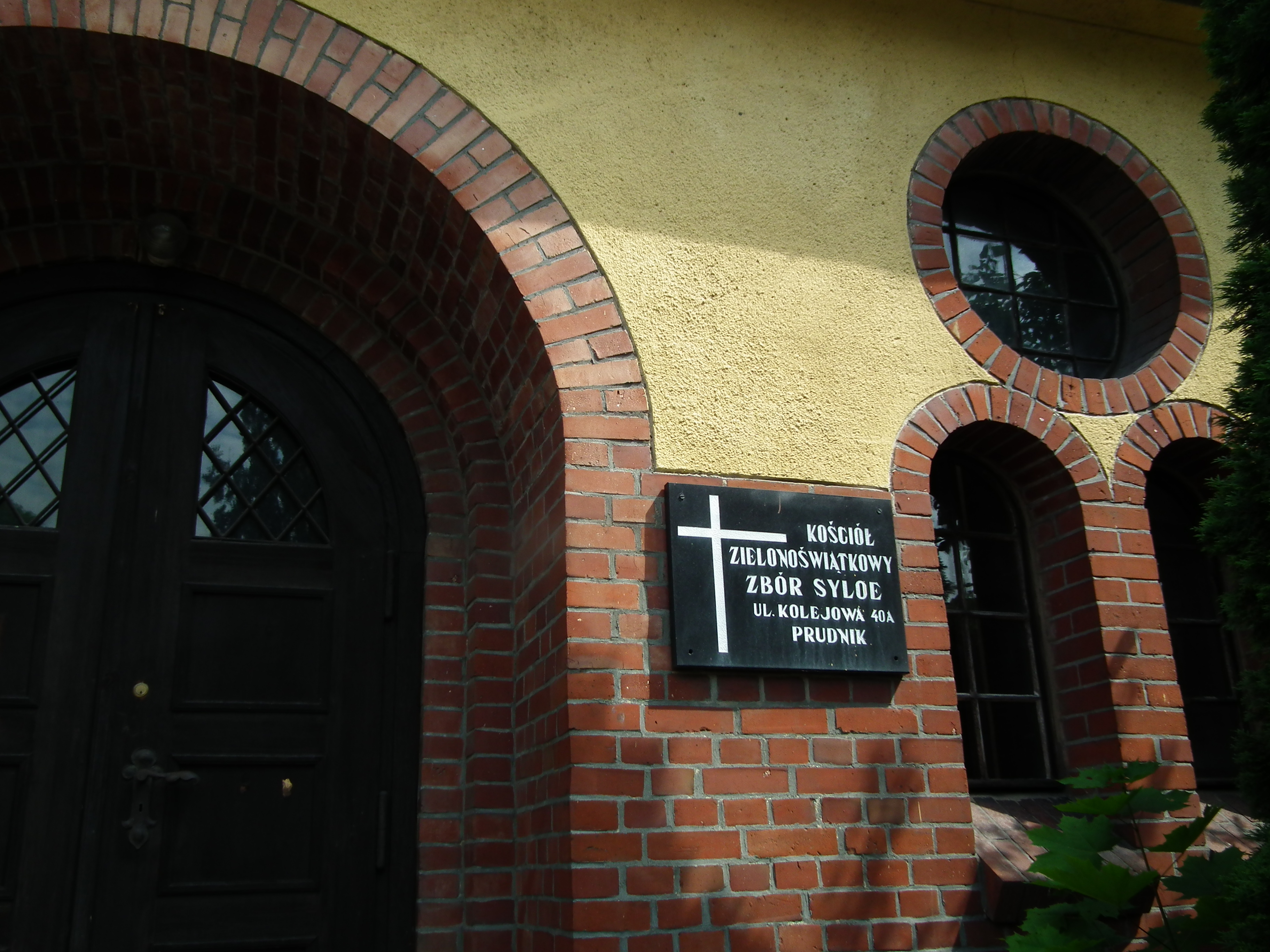
Tablica z nazwa kościoła przy drzwiach wejściowych

Członkowie zboru wybrukowali wjazd na cmentarz żydowski, a w 1989 wstawili bramę. W 1990 budynek został odremontowany i dostosowany do potrzeb sali modlitw zielonoświątkowców. Pierwsze nabożeństwo w wyremontowanym domu modlitwy odbyło się we wrześniu 1991. Uczestniczyli w nim prezbiter okręgowy Jan Cieślar, prezbiter Tadeusz Gaweł i goście z Belgii. Nazwa „Syloe” znaczy „posłany”, została przyjęta przez członków zboru w Prudniku wierząc, że „są posłani i mają wiele do zrobienia w swoim mieście i całej okolicy”. W 1994 prudnicki zbór liczył 24 członków i 34 wiernych. W 1996 do zboru należało 50 mieszkańców Prudnika.

## Architektura

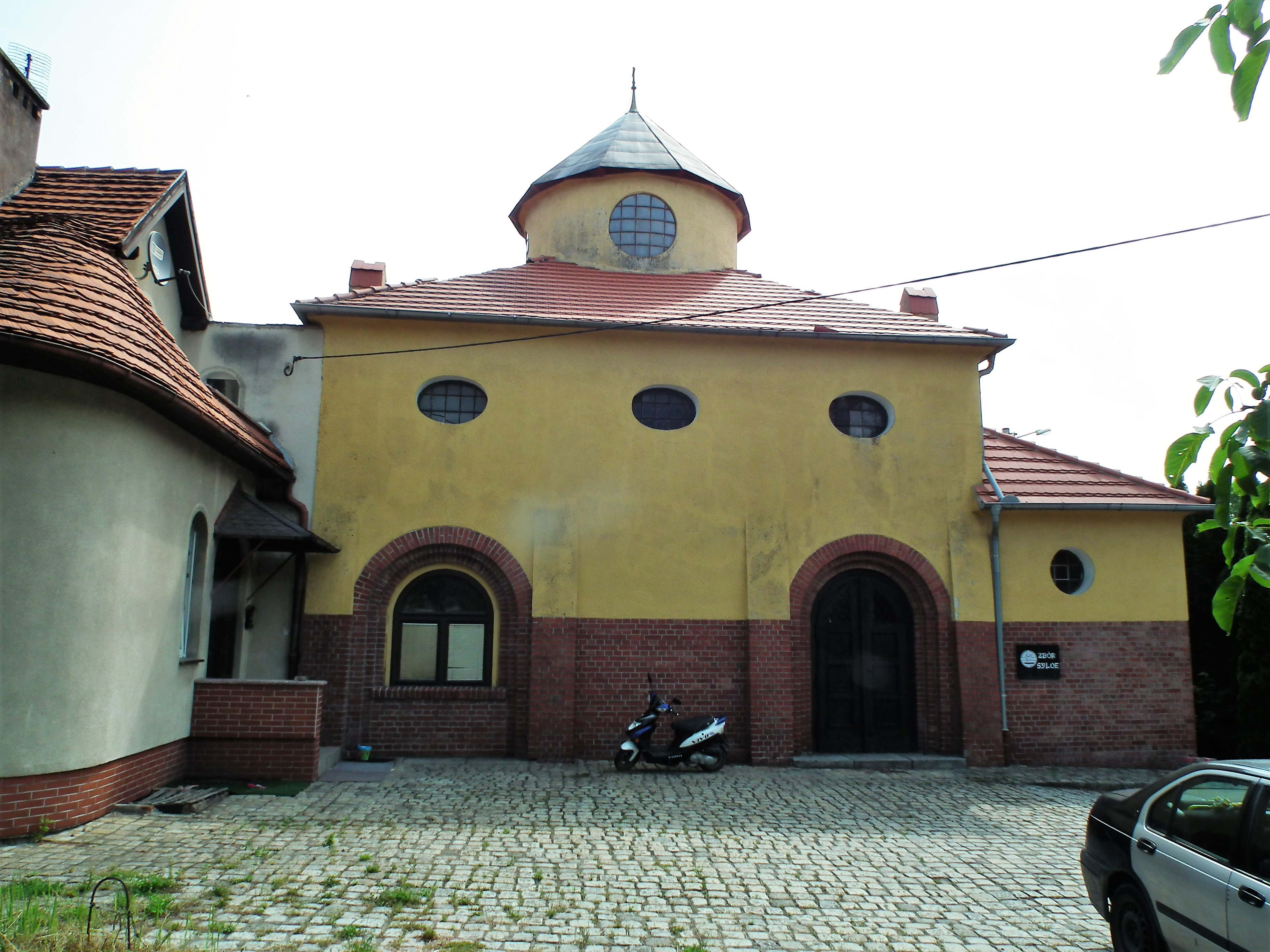
Zachodnia elewacja kościoła

Budynek kościoła, początkowo dom przedpogrzebowy, posiada unikatową architekturę, wzorowaną na synagogach. Zbudowany został z cegły na planie prostokąta z przedsionkiem od południa. Jego bryła jest jednokondygnacyjna, zamknięta czterospadowym dachem krytym dachówką ceramiczną i zwieńczona okrągłą latarnią przykrytą wielobocznie. Obiekt otrzymał neoromańską stylistykę poprzez zamknięte łukiem, uskokowe portale i otwory okienne. Na symetrycznej fasadzie po bokach głównego wejścia znajdują się biforia, a nad każdym okrągłe okno. Wnętrze doświetlają owalne okna w górnej partii ścian bocznych. Elewacje, z wyjątkiem detali architektonicznych (cokołu, opasek okiennych i drzwiowych) są otynkowane. Od strony północnej, do sali modlitw dostawiony jest współczesny budynek mieszkalny.

## Działalność
Nabożeństwa odbywają się w niedzielę o godzinie 10:00 i czwartek o godzinie 18:00. Pastorem zboru jest Łukasz Rebeczko.